# Pryhid
Pryhid, ukrajinsky Пригідь, rusínsky При́гӯдь, maďarsky Prihud, je část obce Šyrokyj Luh v neresnyckém územním společenství (hromadě), v okrese Ťačiv, v Zakarpatské oblasti Ukrajiny. V roce 2025 zde žilo 663 obyvatel.